# Madonna col Bambino (Donatello)
La Madonna col Bambino di Donatello è la statua bronzea a tutto tondo che fa da fulcro all'altare di Sant'Antonio da Padova nella basilica del Santo a Padova. Misura 159 cm di altezza e risale al 1446-1453.

## Storia
L'opera fa parte delle sette statue a tutto tondo che decorano l'altare, che venne realizzato durante il soggiorno padovano del grande scultore fiorentino.
La statua venne fusa con la tecnica della cera persa tra la seconda metà del 1446 e la partenza dell'artista da Padova, nel 1453. Probabilmente fu una delle prime figure ad essere realizzate, forse tra quelle già pronte nel maggio del 1447. Nonostante la precoce datazione le opere vennero ritoccate per molto tempo, ben oltre la partenza di Donatello: se ne ha notizia fino al 1477.
Poiché la struttura architettonica originale andò distrutta sul finire del XVI secolo, la versione che oggi si vede è una ricostruzione controversa dell'architetto Camillo Boito del 1895.
Sia nella struttura attuale che nelle ricostruzioni critiche proposte dagli studiosi la Madonna è sempre collocata al centro, poiché figura di centrale importanza nella devozione e anche nella vicenda di sant'Antonio da Padova. I santi disposti attorno al suo trono formavano così una sorta di Sacra conversazione scultorea, nel prezioso materiale del bronzo.

## Descrizione
La Madonna col Bambino è assisa in trono ed è impostata secondo una rigida frontalità che richiama la tradizione medievale, forse su esplicita richiesta dei committenti. Essa è colta nel momento in cui sta per alzarsi e mostrare il Bambino ai fedeli, che allunga una manina benedicente. È incoronata da cherubini e festoni, e un cherubino le spilla anche la veste sul petto. Il trono è una citazione dell'antico, con due sfingi ai lati (allegorie della conoscenza) e un rilievo di Adamo ed Eva sullo schienale: la Vergine è come una seconda Eva che, generando il Redentore, libera dal peccato originale.
L'espressione della Vergine è rigorosamente composta e seria, mentre il corpo, a differenza di altre opere donatelliane, sembra annullarsi nello stretto trono e nel complesso delle pieghe dell'abito, che sembrano formare un unico blocco. In definitiva l'opera evita caratterizzazioni tese dell'espressività, un tratto comune anche alle altre statue dell'altare, mentre ben più doloroso è l'atteggiamento del Crocifisso di pochi anni prima, che nel XIX secolo venne erroneamente incorporato nella decorazione scultorea dell'altare maggiore.